# José Luis Palomino
José Luis Palomino, né le 5 janvier 1990 à San Miguel de Tucumán en Argentine, est un footballeur argentin, gaucher, jouant au poste de défenseur central au CA Talleres.

## Palmarès
- Ludogorets Razgrad
  - Championnat de Bulgarie
    - Champion : 2017

  - Coupe de Bulgarie
    - Finaliste : 2017
- Atalanta Bergame
  - Ligue Europa
    - Vainqueur : 2024

  - Coupe d'Italie
    - Finaliste : 2019, 2021 et  2024